# Аварія (морське право)
Аварія у морському праві — всяка шкода чи втрата, завдана кораблю, вантажу або фрахту непередбаченими подіями.
Визначають два види аварій:
- Загальна аварія — це втрата внаслідок пожертвування майном або надзвичайних витрат, застосованих навмисне і розумно з метою врятувати корабель, фрахт або вантаж від небезпеки, що їм загрожувала. Втрати від загальної аварії розподіляються між усіма учасниками морського перевезення пропорційно до вартості, що її мають після аварії корабель, вантаж і фрахт. Для цього спеціальні урядові особи — диспашери (в СРСР працювали при Всесоюзній торговельній палаті) складають розрахунок розподілу збитків — диспаша.

- Окрема аварія — будь-яке пошкодження корабля або вантажу під час морського перевезення, що не має ознак загальної аварії. Втрати, що становлять окрему аварію, падають на того, чиє майно потерпіло, або на того, хто відповідав за вчинення шкоди. Наявність аварії капітан корабля встановлює, складаючи спеціальний акт — морський протест. Правові наслідки аварії регулює Кодекс торговельного мореплавства України. У договорах морських перевезень, де сторонами є іноземні вантажовласники, можливе застосування норм, встановлених міжнародними угодами, зокрема Йорк-Антверпенськими правилами, що діють в стокгольмській редакції 1924 року. Ці правила не є обов'язковими, і застосування їх можливе лише за погодженням сторін.

У кримінальному праві передбачається відповідальність за аварію на залізничному, водному транспорті, а також у авіації.